# Patricie Holečková

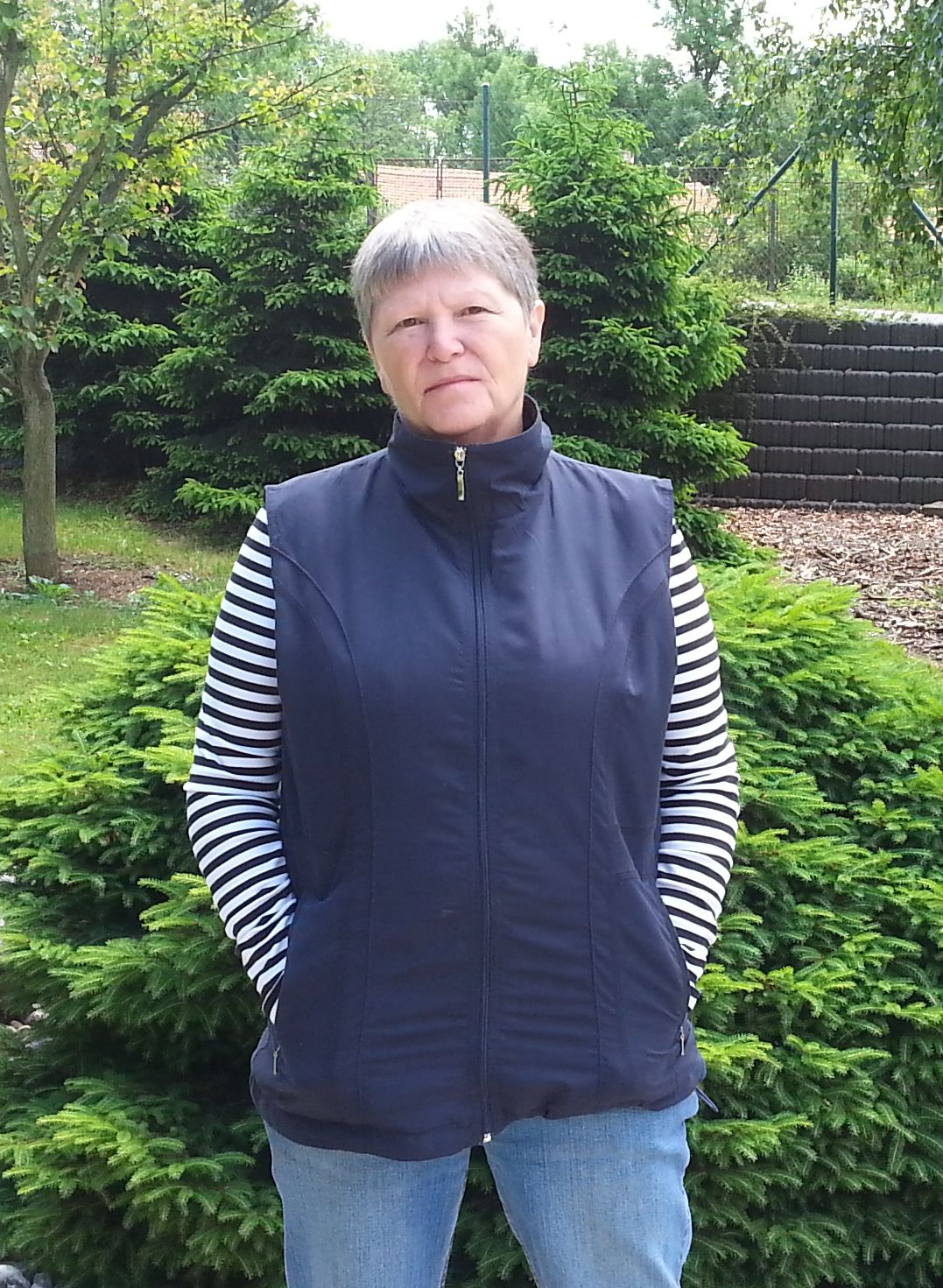
Patricie Holečková, 2017

Patricie Holečková (* 21. Dezember 1950 in Martin, Tschechoslowakei) ist eine tschechische Aphoristikerin. 

## Leben
Patricie Holečková verbrachte ihre Kindheit im slowakischen Teil der Tschechoslowakei, studierte nach der Matura in den Jahren 1969–1974 an der Kunstakademie im polnischen Krakau und lebt seit 1982 im ostböhmischen Zámrsk, seit 1993 Tschechische Republik.

## Veröffentlichungen und Rezeption
Bereits 1969 erhielt sie einen Preis im Künstlerwettbewerb der Mladá fronta O zlatý olomoucký tvarůžek. Seit 1976 wurden Aphorismen von ihr in Zeitungen und Zeitschriften veröffentlicht. Ihre erste größere Publikation erschien 2004 in der Anthologie des Tschechischen Aphorismus „Nezabolí jazyk od dobrého slova“ („Die Zunge wird vom guten Worte nicht weh tun“) und im darauffolgenden Jahr veröffentlichte der Verlag Oftis ihre erste eigenständige Sammlung unter dem Titel „Aforismy“ („Aphorismen“). Im Autorenwettbewerb Epigram 2006 anlässlich des Jubiläums von Karel Havlíček Borovský in Lipnice nad Sázavou wurde sie von der internationalen Fachjury als eine der Gewinner in den dazu erschienenen Sammelband aufgenommen. Ihr Aphorismen-Buch „Bez zbytečných slov“ („Ohne überflüssige Worte“) erschien 2012 im Eigenverlag als E-Book.
Die internationale Wahrnehmung ihres Schaffens zeigt sich in der Übersetzung ihrer Aphorismen in mehrere Fremdsprachen, so zum Beispiel im englischen Blog des TIME Europe Magazine-Herausgebers James Geary oder ihrer Aufnahme in die Sammlungen des deutschsprachigen Aphorismen-Archivs und des italienischen Aforisticamente.

## Veröffentlichungen
- Nezabolí jazyk od dobrého slova: antologie českého aforismu / uspořádali Jiří Žáček, Miroslav Huptych. Knižní klub, Praha 2004, ISBN 80-242-1191-2.
- Aforismy. Oftis, Ústí nad Orlicí 2005, ISBN 80-86845-23-0.
- Bez zbytečných slov. (MOBI/PDF), 2012, ISBN 978-80-260-2719-5.
- Aforismy pro dny všední i sváteční. Akcent, Třebíč 2017, ISBN 978-80-7497-217-1.